# Glycosmis macrophylla
Glycosmis macrophylla là một loài thực vật có hoa trong họ Cửu lý hương. Loài này được (Blume) Miq. mô tả khoa học đầu tiên năm 1859.